# Valter Chifu
Valter Chifu, né le 2 septembre 1953, est un joueur de volley-ball roumain. 

## Carrière
Valter Chifu participe aux Jeux olympiques de 1980 à Moscou et remporte la médaille de bronze avec l'équipe roumaine composée de Marius Căta-Chițiga, Laurențiu Dumănoiu, Günther Enescu, Dan Gîrleanu, Sorin Macavei, Viorel Manole, Florin Mina, Corneliu Oros, Nicolae Pop, Constantin Sterea et Nicu Stoian.